# لاکونیا
لاکونیا (یونانی: Λακωνία، تلفظ یونانی: [lakoˈni.a]) یکی از ناحیه‌های یونان است که در جنوب شرقی آبخست‌سان پلوپونز واقع شده‌است. لاکونیا ۳٬۶۳۶ کیلومتر مربع مساحت و ۸۹٬۱۳۸ نفر جمعیت دارد. واژهٔ «Laconic» در انگلیسی (به معنی سخن کوتاه) برگرفته از نام این منطقه می‌باشد چرا که سخن اسپارت‌ها به پندار آتنی‌ها کوتاه می‌نمود.